# Matthew Jarvis
Matthew Thomas Jarvis (Middlesbrough, 22 de maio de 1986) é um futebolista inglês que atua como meia,atualmente joga pelo Norwich City.